# Базалт (Колорадо)
Вижте пояснителната страница за други значения на Базалт.
Базалт (на английски: Basalt) е град в окръг Игъл, щата Колорадо, САЩ. Базалт е с население от 2681 жители (2000) и обща площ от 5 km². Намира се на 2015 m надморска височина. ЗИП кодът му е 81621, а телефонният му код е 970.